# Tierras altas de Bohemia y Moravia

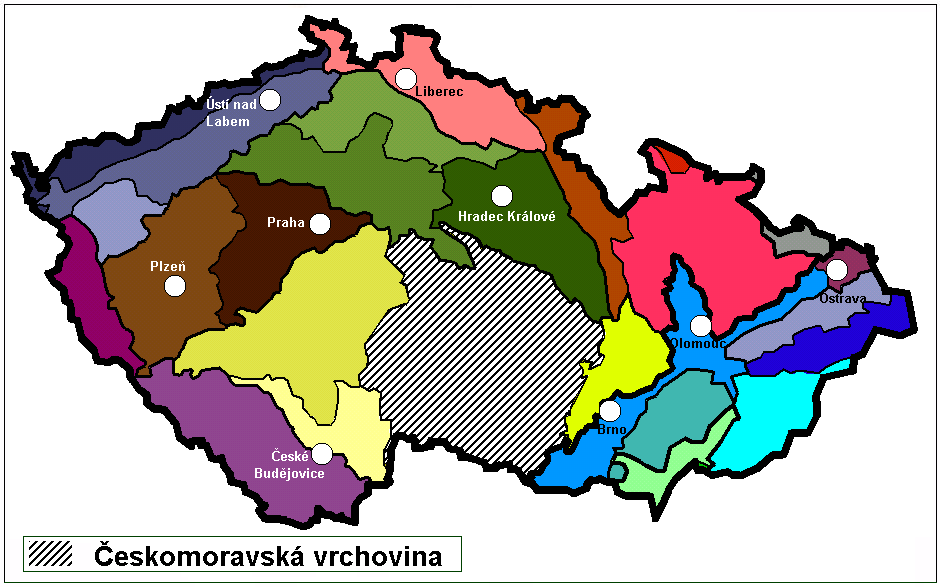
Las tierras altas de Bohemia-Moravia en la división geomorfológica de la República Checa

Las tierras altas de Bohemia y Moravia ( en checo: Českomoravská vrchovina, coloquialmente Vysočina; en alemán: Böhmisch-Mährische Höhe) es una macrorregión geomorfológica y una zona montañosa de la República Checa. Sus picos más altos son Javořice, de 836,5 metros, y Devět skal, al norte, de 836,3 metros.

## Ubicación
Las tierras altas de Bohemia-Moravia son una extensa y larga cadena de colinas y montañas bajas de más de 200 kilómetros de longitud, que se extiende en dirección noreste por la parte central de la República Checa, desde Bohemia hasta Moravia. Esta cordillera coincide aproximadamente con la actual región de Vysočina.

## Características

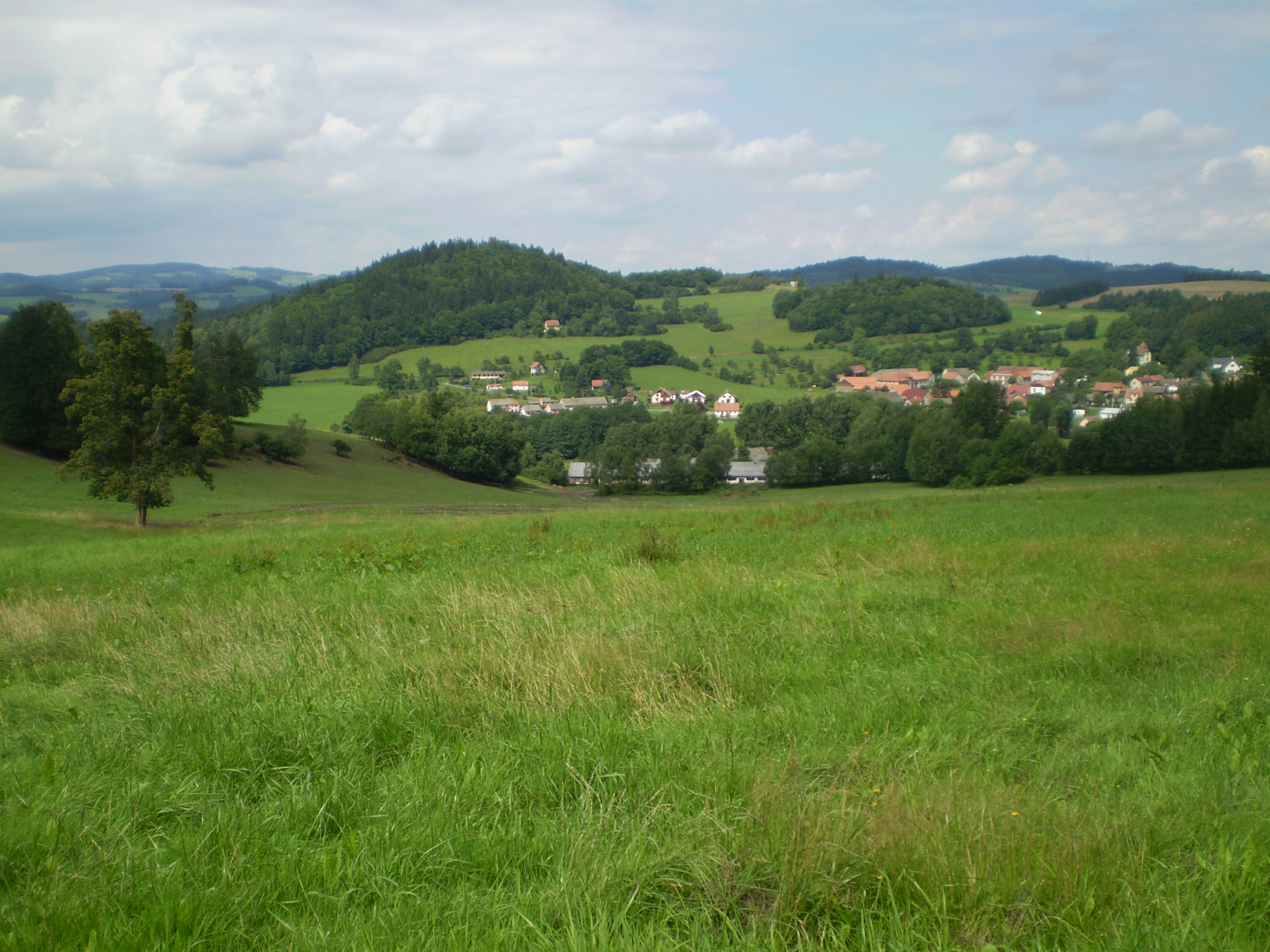
Paisaje típico

Las tierras altas forman una gran región de colinas onduladas y montañas bajas con alturas de entre unos 500 y 800 metros, cuyas tierras bajas están relativamente densamente pobladas. Sus suaves colinas están salpicadas de pequeñas granjas y también ocasionalmente de apartamentos y casas de vacaciones. Las cumbres, suaves y redondeadas, ofrecen a excursionistas y veraneantes vistas panorámicas de la campiña, los valles y los castillos circundantes, así como diversas instalaciones deportivas.

## División
División geomorfológica de las tierras altas de Bohemia y Moravia
- Křemešnická vrchovina
- Tierras altas de Hornosazava
- Montañas de Hierro
- Tierras altas de Hornosvratecká
- Región de Křižanovská
- Valle de Javořická
- Meseta de Jevišovice